# Mecànica de joc de Pokémon
La mecànica de joc de Pokémon gira entorn de la captura i l'entrenament de criatures fictícies conegudes com a Pokémon i el seu ús en combats amb altres entrenadors. Cada generació successiva de jocs es basa en aquest concepte, introduint-hi nous Pokémon, objectes i conceptes de mecànica de joc. Alguns dels conceptes generals foren presentats en altres parts de la franquícia abans de fer-ho en els videojocs. Els combats dobles aparegueren a l'anime molt abans d'aparèixer als jocs, mentre que les habilitats són semblants als poders Pokémon introduïts al joc de cartes col·leccionables, que també introduí els Pokémon brillants, colors diferents del Pokémon original.
Alguns Pokémon amb atributs molt alts i bons atacs són utilitzats en el joc competitiu, que requereix estratègies més complexes que escollir atacs supereficaços.

## Estructura de joc
Cada joc de la sèrie Pokémon té lloc en una regió fictícia del món Pokémon i comença amb el jugador rebent un Pokémon inicial del Professor Pokémon de la regió. El jugador augmenta la mida i la força de la seva col·lecció de Pokémon viatjant pel món capturant i fent evolucionar els seus Pokémon, i derrotant altres entrenadors en combats. Una subtrama principal de cada joc és derrotar una organització criminal que intenta dominar el món mitjançant l'ús indegut dels Pokémon. Aquestes organitzacions inclouen el Team Rocket, el Team Aqua, el Team Magma, el Team Galactic, el Team Plasma, el Team Flare, el Team Skull i l'Aether Foundation.
Diverses instal·lacions es poden trobar arreu del món de Pokémon, com ara Centres Pokémon, botigues Pokémon i gimnasos. En un Centre Pokémon, el jugador pot fer curar els seus Pokémon gratuïtament i accedir el PC, on els jugadors poden organitzar la seva col·lecció de Pokémon, emmagatzemar i retirar objectes i classificar els seus Pokémon. Abans de X i Y, també era aquí que els jugadors es podien connectar amb altres cartutxos de jocs per intercanviar Pokémon amb altres jugadors. Les botigues Pokémon (PokéMarts) són botigues en les quals els jugadors poden comprar objectes amb els diners que guanyen durant els combats. Algunes ciutats poden tenir botigues especialitzades, com ara una farmàcia o grans magatzems. Hi ha ciutats que tenen un Gimnàs Pokémon, dirigit per un poderós entrenador conegut com a Líder del Gimnàs. En derrotar-los, el jugador obté una medalla de gimnàs. Els jugadors que han acumulat vuit medalles poden reptar l'Elite Four i el campió d'una regió. Els Gimnasos no apareixen a Sun i Moon, on són substituïts per proves que tenen un objectiu semblant. En acabar una prova, el jugador rep el seu Cristall-Z, que permet a un Pokémon utilitzar un moviment extremament poderós conegut com a Moviment-Z.
Completar la trama principal obre el pas a altres recursos en els jocs, normalment permetent l'accés a llocs que fins aleshores romanien inaccessibles. Posteriorment, el joc roman pràcticament obert, amb l'objectiu final del jugador d'obtenir com a mínim un exemplar de cadascuna de les diferents espècies de Pokémon, completant així la Pokédex. El nombre de Pokémon ha anat augmentant amb cada generació de jocs, des de 151 a la primera generació fins a 807 a Ultra Sun i Ultra Moon.

### Gimnasos
Els Gimnasos Pokémon són edificis situats arreu del món Pokémon, on els entrenadors Pokémon poden entrenar-se o competir per classificar-se per a les competicions de la Liga Pokémon. Malgrat que l'organització interna dels Gimnasos Pokémon poden variar, tots s'especialitzen en un determinat tipus de Pokémon i són dirigits per un Líder de Gimnàs, un formidable entrenador que actua com a enemic. Els Gimnasos Pokémon es poden trobar a la majoria de les ciutats del món Pokémon.
Quan un entrenador derrota un Líder de Gimnàs en combat, guanya una medalla, que serveix com a prova de l'habilitat d'un entrenador i forma part essencial de la progressió de la trama. A més a més, rep una Màquina Tècnica, que permet al jugador ensenyar un cert atac als seus Pokémon. Algunes medalles permeten als jugadors utilitzar els atacs de les Màquines Ocultes en el mapa de joc. Per exemple, l'atac Surf ('Surf') permet travessar masses d'aigua i l'atac Cut ('Tall') permet talar arbres que es troben en els camins. A mesura que el jugador acumula medalles, el nivell màxim fins al qual els Pokémon intercanviats obeeixen les seves ordres va pujant.
Una vegada el jugador ha derrotat els vuit Líders de Gimnàs, pot viatjar per la Victory Road ('Carrer Victòria') i seguidament passar a la Lligar Pokémon per reptar l'Elite Four ('Alt Comandament') i el campió de la Lliga Pokémon corresponent. Derrotar el campió és considerat l'objectiu del joc.

#### Líders de Gimnàs per regió
| Ciutat                                                           | Nom anglès        | Nom japonès                                    | Especialitat   | Pokémon en la primera aparició                            |
| Kanto                                                            | Kanto             | Kanto                                          | Kanto          | Kanto                                                     |
| ---------------------------------------------------------------- | ----------------- | ---------------------------------------------- | -------------- | --------------------------------------------------------- |
| Pewter City                                                      | Brock             | タケシ (Takeshi)                               | Tipus roca     | Geodude i Onix                                            |
| Cerulean City                                                    | Misty             | カスミ (Kasumi)                                | Tipus aigua    | Staryu i Starmie                                          |
| Vermillion City                                                  | Lt. Surge         | マチス (Machisu)                               | Tipus elèctric | Voltorb, Pikachu i Raichu                                 |
| Celadon City                                                     | Erika             | エリカ (Erika)                                 | Tipus planta   | Victreebel, Tangela i Vileplume                           |
| Fuchsia City (1a generació i remakes)                            | Koga              | キョウ (Kyō)                                   | Tipus verí     | Koffing (× 2), Muk i Weezing                              |
| Fuchsia City (2a generació i remakes)                            | Janine            | アンズ (Anzu)                                  | Tipus verí     | Crobat, Weezing (× 2), Ariados i Venomoth                 |
| Saffron City                                                     | Sabrina           | ナツメ (Natsume)                               | Tipus psíquic  | Kadabra, Mr. Mime, Venomoth i Alakazam                    |
| Cinnabar Island                                                  | Blaine            | カツラ (Katsura)                               | Tipus foc      | Growlithe, Ponyta, Rapidash i Arcanine                    |
| Viridian City (1a generació i remakes)                           | Giovanni          | サカキ (Sakaki)                                | Tipus terra    | Rhyhorn, Dugtrio, Nidoqueen, Nidoking i Rhydon            |
| Viridian City (2a generació i remakes)                           | Blue              | オーキド・グリーン (Ōkido・gurīn)              | Cap            | Pidgeot, Alakazam, Rhydon, Gyarados, Exeggutor i Arcanine |
| Johto                                                            |                   |                                                |                |                                                           |
| Violet City                                                      | Falkner           | ハヤト (Hayato)                                | Tipus volador  | Pidgey i Pidgeotto                                        |
| Azalea Town                                                      | Bugsy             | ツクシ (Tsukushi)                              | Tipus bestiola | Metapod, Kakuna i Scyther                                 |
| Goldenrod City                                                   | Whitney           | アカネ (Akane)                                 | Tipus normal   | Clefairy i Miltank                                        |
| Ecruteak City                                                    | Morty             | マツバ (Matsuba)                               | Tipus fantasma | Gastly, Haunter (× 2) i Gengar                            |
| Cianwood City                                                    | Chuck             | シジマ (Shijima)                               | Tipus lluita   | Primeape i Poliwrath                                      |
| Olivine City                                                     | Jasmine           | ミカン (Mikan)                                 | Tipus acer     | Magnemite (× 2) i Steelix                                 |
| Mahogany Town                                                    | Pryce             | ヤナギ (Yanagi)                                | Tipus gel      | Seel, Dewgong i Piloswine                                 |
| Blackthorn City                                                  | Clair             | イブキ (Ibuki)                                 | Tipus drac     | Dragonair (× 3) i Kingdra                                 |
| Hoenn                                                            |                   |                                                |                |                                                           |
| Rustboro City                                                    | Roxanne           | ツツジ (Tsusuji)                               | Tipus roca     | Geodude i Nosepass                                        |
| Dewford Town                                                     | Brawly            | トウキ (Touki)                                 | Tipus lluita   | Machop i Makuhita                                         |
| Mauville City                                                    | Wattson           | テッセン (Tessen)                              | Tipus elèctric | Magnemite, Voltorb i Magneton                             |
| Lavaridge Town                                                   | Flannery          | アスナ (Asuna)                                 | Tipus foc      | Slugma (× 2) i Torkoal                                    |
| Petalburg City                                                   | Norman            | センリ (Senri)                                 | Tipus normal   | Slaking (× 2) i Vigoroth                                  |
| Fortree City                                                     | Winona            | ナギ (Nagi)                                    | Tipus volador  | Swellow, Pelipper, Skarmory i Altaria                     |
| Mossdeep City                                                    | Tate i Liza       | フウ (Fū) i ラン (Lan)                         | Tipus psíquic  | Lunatone i Solrock                                        |
| Sootopolis City (Pokémon Ruby, Pokémon Sapphire i remakes)       | Wallace           | ミクリ (Mikuri)                                | Tipus aigua    | Luvdisc, Sealeo, Seaking, Whiscash i Milotic              |
| Sootopolis City (Pokémon Emerald)                                | Juan              | アダン (Adan)                                  | Tipus aigua    | Luvdisc, Whiscash, Sealeo, Crawdaunt i Kingdra            |
| Sinnoh                                                           |                   |                                                |                |                                                           |
| Oreburgh City                                                    | Roark             | ヒョウタ (Hyōta)                               | Tipus roca     | Geodude, Onix i Cranidos                                  |
| Eterna City                                                      | Gardenia          | ナタネ (Natane)                                | Tipus planta   | Cherubi, Turtwig i Roserade                               |
| Veilstone City                                                   | Maylene           | スモモ (Sumomo)                                | Tipus lluita   | Meditite, Machoke i Lucario                               |
| Pastoria City                                                    | Crasher Wake      | マキシマム仮面 (Makishimamu Mask)              | Tipus aigua    | Gyarados, Quagsire i Floatzel                             |
| Hearthome City                                                   | Fantina           | メリッサ (Merissa)                             | Tipus fantasma | Drifblim, Gengar i Mismagius                              |
| Canalave City                                                    | Byron             | トウガン (Tougan)                              | Tipus acer     | Bronzor, Steelix i Bastiodon                              |
| Snowpoint City                                                   | Candice           | スズナ (Suzuna)                                | Tipus gel      | Snover, Sneasel, Medicham i Abomasnow                     |
| Sunyshore City                                                   | Volkner           | デンジ (Denzi)                                 | Tipus elèctric | Raichu, Ambipom, Octillery i Luxray                       |
| Unova                                                            |                   |                                                |                |                                                           |
| Striaton City                                                    | Cilan/Chili/Cress | デント (Dento) / ポッド (Poddo) / コーン (Kōn) | Cap            | Lilipup i Pansage/Pansear/Panpour                         |
| Nacrene City                                                     | Lenora            | アロエ (Aroe)                                  | Tipus normal   | Herdier i Watchog                                         |
| Castelia City                                                    | Burgh             | アーティ (Āti)                                 | Tipus bestiola | Whirlipede, Dwebble i Leavanny                            |
| Nimbasa City                                                     | Elesa             | カミツレ (Kamitsure)                           | Tipus elèctric | Emolga (× 2) i Zebstrika                                  |
| Driftveil City                                                   | Clay              | ヤーコン (Yākon)                               | Tipus terra    | Krokorok, Palpitoad i Excadrill                           |
| Mistralton City                                                  | Skyla             | フウロ (Huuro)                                 | Tipus volador  | Swoobat, Unfezant i Swanna                                |
| Icirrus City                                                     | Brycen            | ハチク (Hachiku)                               | Tipus gel      | Vanillish, Cryogonal i Beartic                            |
| Opelucid City (Pokémon Black, Pokémon Black 2 i Pokémon White 2) | Drayden           | シャガ (Shaga)                                 | Tipus drac     | Fraxure, Druddigon i Haxorus                              |
| Opelucid City (Pokémon White)                                    | Iris              | アイリス (Airisu)                              | Tipus drac     | Fraxure, Druddigon i Haxorus                              |

### Grans Proves
A Sun, Moon, Ultra Sun i Ultra Moon, no hi ha gimnasos o líders de gimnàs. En lloc d'això, el jugador rep diversos reptes de personatges coneguts com a capitans de prova. Una prova generalment assigna al jugador una tasca que ha de concloure per convocar un Pokémon dominant, una versió més poderosa d'una certa espècie de Pokémon. Una vegada el jugador ha convocat i derrotat el Pokémon dominant, rep un Cristall Z, un objecte que permet que el Pokémon faci servir atacs poderosos coneguts com a Moviment Z. Després de completar tots els reptes d'una illa, el jugador pot desafiar el kahuna de l'illa en un combat Pokémon. El jugador pot enfrontar-se a la Lliga Pokémon després de completar les quatre Grans Proves. Una vegada derrotada l'Elite Four, el jugador pot defensar el seu títol de campió derrotant un aspirant.

### Entrenadors
Lance (ワタル, Wataru en japonès) és un personatge dels Pokémon i de l'anime Pokémon. Lance és un dels entrenadors més poderosos del Pokémon World. Ell és membre de la Elite Four (Alt Comandament), els quatre entrenadors més poderosos de cada regió en el món Pokémon. En aquest cas, Lance és el líder de la Elite Four en Kanto.

## Combats
Els combats entre Pokémon són la mecànica central dels jocs Pokémon. Serveixen per entrenar Pokémon perquè es tornin més forts, com a competicions i per assolir determinats objectius en el joc. El combat també es pot lliurar entre jugadors, connectant dos jocs.
Pokémon utilitza un sistema per torns. Quan el jugador desafia un entrenador o troba un Pokémon salvatge, la pantalla canvia a una escena de combat amb el Pokémon del jugador, el Pokémon del contrincant, les seves respectives barres de vida i un menú d'opcions. En qualsevol moment, el jugador pot portar fins a sis Pokémon al seu equip. El primer Pokémon de la llista és enviat automàticament al combat. Al principi de cada torn, cada entrenador pot escollir entre ordenar un atac, fer servir un objecte, canviar de Pokémon o (en el cas dels combats contra Pokémon salvatges) intentar fugir. Si els dos entrenadors opten per atacar, el primer Pokémon a atacar és el que tingui una major velocitat, tot i que alguns atacs, objectes i efectes poden canviar aquesta prioritat. Si algun dels entrenadors escull una altra opció, aquesta es duu a terme abans dels atacs.

### Combats dobles i mixtos & Combats triples i rotatoris

#### Combats dobles i mixtos
Pokémon Ruby i Pokémon Sapphire introduïren el concepte de combats dobles, en els quals cada equip fa servir dos Pokémon a la vegada. Malgrat que la mecànica bàsica és la mateixa, els atacs poden tenir diversos objectius i alguns afecten tant els Pokémon aliats com els contrincants. A més a més, algunes habilitats només funcionen en combats dobles. També foren introduïts els combats mixtos, amb quatre entrenadors en equips de dos. Els jocs de la tercera generació incloïen combats dobles contra altres entrenadors, però Pokémon Diamond i Pokémon Pearl introduïren combats dobles amb Pokémon salvatges en algunes circumstàncies.

#### Combats triples i rotatoris
Pokémon Black i Pokémon White també introduïren els combats triples i els combats rotatoris. En combats triples, cada equip envia tres Pokémon alhora, amb els tres lluitant simultàniament. En combats de rotació, cada equip envia tres Pokémon alhora, però només en fa servir un a la vegada. El Pokémon que està lluitant pot ser canviat per algun dels altres dos sense gastar un torn.

### Cel i inversos combats & Trobades d'horda
Pokémon X i Pokémon Y introduïren tres noves mecàniques de combat. Els combats de cel es duen a terme contra entrenadors del cel i només hi poden participar Pokémon de tipus volador o que tinguin l'habilitat Levitate ('Levitació'). Les trobades d'horda són combats en els quals cinc Pokémon salvatges ataquen alhora, fet que incentiva l'ús d'atacs que afectin diversos objectius. Els combats inversos són com combats normals, amb la diferència que el tipus dels atacs té l'efecte contrari del que tindria normalment. En altres paraules, un atac que normalment causaria el doble de danys només causa la meitat, i a l'inrevés.

### Combats reforços
Pokémon Sun i Pokémon Moon també introduïren un nou tipus de combat, els combats amb reforços. En aquests combats, el Pokémon contrincant pot cridar un aliat per ajudar-lo, de manera que el jugador es troba en una situació de dos contra un.

### Tipus

Aquest gràfic mostra els divuit tipus de Pokémon actuals (Pokémon Sun i Pokémon Moon) i les seves forces, febleses i immunitats.

Un tipus de Pokémon és un atribut que determina els punts forts i febles de cada Pokémon i els seus atacs. Els Pokémon reben el doble de danys dels atacs als quals són febles i la meitat de danys dels atacs que resisteixen. Aquestes combinacions estan equilibrades a l'estil de pedra, paper, tisores. Alguns tipus de Pokémon concedeixen una immunitat total a certs tipus d'atacs. Per exemple, els Pokémon de tipus fantasma no són afectats pels atacs de tipus normal o lluita. Algunes habilitats poden alterar aquestes interaccions. Per exemple, Levitate fa que l'usuari sigui immune a atacs de tipus terra.
A la primera generació de videojocs (Red, Green, Blue i Yellow), hi ha un total de 15 tipus de Pokémon: normal, foc, aigua, planta, elèctric, gel, lluita, verí, terra, volador, psíquic, bestiola, roca, fantasma i drac. Els tipus acer i sinistre foren afegits en Gold i Silver, i el tipus fada fou introduït en X i Y. Alguns tipus tenen propietats especials no relacionades amb la taula de danys; per exemple, els Pokémon de tipus elèctrics són immunes a la paràlisi.
Els videojocs Pokémon Colosseum i Pokémon XD presentaren un tipus d'atac exclusiu conegut com a tipus ombra, que no apareix en cap altre joc. Els Pokémon ombra es poden considerar d'aquest tipus, tot i que conserven els seus tipus originals. A Pokémon XD, els atacs de tipus ombra són molt eficaços contra altres tipus de Pokémon i poc eficaços contra altres Pokémon de tipus ombra.

#### Atacs
Igual que els personatges de molts altres videojocs de rol, els Pokémon poden aprendre una gran varietat d'atacs. Aquests atacs poden causar danys, induir problemes d'estat, restaurar la salut o executar accions que afecten el combat d'una manera o altra. El poder general i la resistència a aquests atacs són determinats pels diversos atributs de cada Pokémon. Cada moviment té un tipus, poder, precisió i una certa quantitat de punts de poder (PP). Cada espècie de Pokémon pot aprendre atacs diferents. De fet, fins i tot els Pokémon d'una mateixa línia evolutiva no aprenen necessàriament els mateixos atacs. Cada Pokémon pot conèixer fins a quatre atacs alhora. Els moviments es poden aprendre pujant de nivell, utilitzant màquines tècniques i ocultes, criant i mitjançant tutors d'atacs (personatges no jugadors que ensenyen atacs).

##### Tipus
Cada atac pertany a un dels 18 tipus de Pokémon. L'eficàcia d'un atac depèn del grau de vulnerabilitat del contrincant al tipus d'atac. Les frases que apareixen en pantalla són «És súper eficaç!» (doble de danys), «No és gaire eficaç…» (meitat de danys) i «No afecta [Pokémon]…» (l'atac no causa ni danys ni altres efectes). Un atac utilitzat per un Pokémon del mateix tipus rep una bonificació del 50%, coneguda com a Same-Type Attack Boost (STAB, 'Bonificació d'Atac del Mateix Tipus'). Els atacs també poden ser «físics» o «especials»; abans dels jocs Diamond i Pearl, això depenia del tipus de cada atac, però ara depèn de l'atac en si. A més a més, hi ha atacs d'efecte que no causen danys, sinó que sovint modifiquen l'estat del Pokémon defensor o atacant. Els atacs que causen danys redueixen els punts de salut del Pokémon contrincant en una quantitat que depèn dels tipus, les habilitats i els atributs de cada Pokémon, així com pels objectes que hagin utilitzat eventualment els Pokémon.

##### Precisió
Cada atac té un cert grau de precisió que en determina la probabilitat de tocar el contrincant, sempre que ni l'usuari ni el contrincant hagin utilitzat atacs o objectes que modifiquin la seva precisió o evasió. Els atacs molt poderosos generalment tenen precisió per sota de la mitjana. Els moviments amb una precisió estàndard del 100% poden ser afectats per les modificacions de precisió i evasió, però alguns atacs ignoren les dues coses i mai no fallen.

##### Punts de poder
Els PP (punts de poder) d'un atac indiquen quantes vegades es pot utilitzar. Igual que en el cas de la precisió, els atacs poderosos solen tenir un nombre baix de PP. Una vegada que un Pokémon ha consumit tots el PP d'un determinat atac, ja no el pot fer servir més. Si un Pokémon es gasta tots el PP de tots els seus atacs, recorre a Struggle ('Forcejament'), un atac que també provoca danys a l'usuari. Els PP esgotats es poden restaurar amb certs objectes o visitant un Centre Pokémon.

##### Estat
Molts atacs tenen efectes més enllà de causar danys. Un efecte secundari comú és la possibilitat d'induir un problema d'estat en el contrincant, sia paralitzant-lo, cremant-lo, congelant-lo, enverinant-lo o adormint-lo. Cadascun d'aquests problemes afecta negativament el rendiment del Pokémon afectat en combat. Alguns atacs tenen efectes col·laterals negatius per a l'usuari, com ara forçar el jugador a esperar un torn abans o després de l'atac o causar danys per retrocés. Alguns moviments, com ara Splash ('Esquitxada'), no tenen cap efecte, excepte quan s'utilitzen com a Moviment Z. Cada Pokémon utilitza atacs per reduir la vida del rival a zero, moment en el qual el Pokémon s'afebleix i és incapaç de continuar lluitant. Les victòries del Pokémon del jugador generen punts d'experiència. Quan acumula prou punts d'experiència, el Pokémon puja de nivell. Si el Pokémon del jugador s'afebleix, pot canviar de Pokémon; en combats contra Pokémon salvatges, el jugador pot intentar fugir. Si tots els Pokémon d'un jugador s'afebleixen, el jugador perd el combat. Això fa que el jugador perdi diners i torni a l'últim Centre Pokémon visitat.

##### Moviment Z
Una vegada per combat, si un Pokémon té un Cristall Z, un objecte poderós que s'obté en completar proves a l'illa, pot utilitzar una versió millorada d'un dels seus atacs, anomenada Moviment Z. Els Moviments Z basats en atacs ofensius tendeixen a tenir un poder molt superior al normal, mentre que els basats en canvis d'estat solen generar un benefici per a l'usuari abans d'executar-lo.

##### Atacs fora dels combats
Alguns atacs també es poden fer servir al món superior per superar obstacles, viatjar ràpidament d'un lloc a l'altre, sortir de coves o curar Pokémon. Normalment, els Pokémon aprenen atacs amb l'ús de màquines ocultes que poden utilitzar d'aquesta manera una vegada el jugador ha obtingut certes medalles.

### Habilitats
Les habilitats són atributs especials que foren introduïts en Pokémon Ruby i Pokémon Sapphire. Cada espècie de Pokémon pot tenir tres habilitats possibles, de les quals cada Pokémon individual en té una. A diferència dels atacs que coneix un Pokémon, la seva habilitat normalment no pot canviar (excepte algunes vegades durant l'evolució o utilitzant la cápsula d'habilitat, que fou introduïda en Pokémon X i Pokémon Y).
La majoria dels Pokémon utilitza les seves habilitats en combat. Les habilitats poden reforçar les estadístiques d'un Pokémon o afeblir un enemic, infligir problemes d'estat com ara paràlisi o enverinament, o induir altres efectes. Algunes habilitats també concedeixen immunitats o resistències. Per exemple, Water Absorb ('Absorció d'aigua') fa que els Pokémon amb aquesta habilitat que encaixen un atac de tipus aigua recuperen vida en lloc de perdre'n. No totes les habilitats són útils; algunes estan pensades per reduir la força d'un Pokémon. Per exemple, Slaking, que en altres circumstàncies seria extraordinàriament poderós, té l'habilitat Truant ('Absent'), que tan sols li permet atacar una vegada cada dos torns.
Algunes habilitats tenen efectes fora dels combats. Per exemple, els Pokémon amb l'habilitat Pickup ('Recollida') poden agafar objectes de terra. Un Pokémon amb l'habilitat Intimidate ('Intimidació') farà que el jugador trobi Pokémon salvatges de nivell inferior amb menys freqüència.
Pokémon Black i Pokémon White introduïren les habilitats ocultes, que inicialment només es podien trobar en Pokémon adquirits via Pokémon Global Link, per mitjà del recurs Pokémon Dream World o mitjançant llançaments promocionals. També hi ha casos rars d'habilitats ocultes disponibles al joc principal, com ara una trobada especial o un intercanvi amb un personatge no jugador. Black 2 i White 2 introdueixen la mecànica del joc de clarianes ocultes, àrees en les quals el jugador té la possibilitat de trobar un Pokémon amb una habilitat oculta. Els jocs posteriors introduïren nous mitjans d'obtenir Pokémon amb habilitats ocultes. Per exemple, els Pokémon trobats en trobades d'horda tenen una probabilitat baixa de tenir una habilitat oculta.

## Atributs
Cada Pokémon té sis atributs que afecten el seu rendiment en combat: PS, Atac, Defensa, Velocitat, Atac Especial i Defensa Especial. Aquests atributs poden ser modificats temporalment durant el combat per habilitats, objectes i atacs.
- PS (abreviatura de Punts de Salut: un Pokémon s'afebleix quan els seus PS cauen a zero i no pot tornar a combatre fins que sigui reviscut en un Centre Pokémon o mitjançant un objecte. Tanmateix, pot continuar utilitzant atacs de camp.
- Atac: Determina la força d'atac físic d'un Pokémon.
- Defensa: Determina la resistència del Pokémon a atacs físics.
- Atac Especial: Determina el poder dels atacs especials d'un Pokémon.
- Defensa Especial: Determina la resistència del Pokémon a atacs especials.
- Velocitat: Una vegada tots els entrenadors han donat les seves ordres de combat, es compara la velocitat dels diferents Pokémon. Amb algunes excepcions, els Pokémon més veloços executen els seus atacs abans que els més lents.

Hi ha dos altres atributs, la Precisió i l'Evasió, que no varien amb el nivell del Pokémon. Tots els Pokémon comencem amb el mateix nivell de Precisió i Evasió, però es poden modificar en combat igual que els altres atributs. Augmentar la precisió puja la probabilitat que els atacs encertin, mentre que augmentar l'evasió puja la probabilitat que l'atac del contrincant falli. La precisió d'un Pokémon, l'evasió del contrincant i el valor de precisió de cada atac afecten la probabilitat que l'atac encerti. A Pokémon Red, Blue i Yellow, els atributs d'Atac Especial i Defensa Espacial estaven fosos en un sol atribut, conegut com a Especial, que determinava tant el poder com la resistència contra els atacs especials.
Quan un Pokémon puja de nivell, els seus atributs creixen d'acord amb els seus valors bàsics, els seus valors d'esforç, la seva naturalesa i els seus valors individuals. Tots aquests factors contribueixen als atributs exclusius de cada Pokémon.

### Atributs bàsics
Els atributs bàsics determinen els punts forts naturals de les diverses espècies de Pokémon. Cada espècie té un valor per a cadascun dels sis atributs. Com més alt és el valor, més potencial té el Pokémon en aquell atribut. Malgrat que aquests valors podem variar molt entre espècies, són els mateixos per a tots els Pokémon de la mateixa espècie. És la diferència entre espècies la que explica per què tots els Aerodactyl tenen una velocitat més alta que qualsevol Snorlax del mateix nivell. Per altra banda, és la combinació d'altres factors que fa que alguns Snorlax siguin més ràpids que d'altres. La suma de tots els atributs de base d'una determinada espècie és el total dels atributs bàsics, que els jugadors utilitzen per calcular aproximadament com de forta és l'espècie.

### Valors d'esforç
Els valors d'esforç (EV) són valors ocults que afecten els punts forts d'un Pokémon en atributs concrets. Diferents nivells de valors d'esforç entre dos Pokémon poden crear una diferència significativa en la força de cada Pokémon. Quan un Pokémon combat i derrota un contrincant, guanya punts d'experiència i rep una quantitat i tipus d'EV d'acord amb l'espècie del Pokémon derrotat. Tot Pokémon derrotat dona com a mínim un EV a cadascun dels Pokémon que hi han lluitat. Alguns factors, com ara que el Pokémon porti l'objecte Macho Brace ('Braçal Ferm'), poden augmentar el ritme al qual s'adquireixen EV en combat. A Pokémon Gold i Pokémon Silver s'introduí una condició coneguda com a Pokérus, que dobla el ritme al qual el Pokémon adquireix EV. A més a més, és contagiosa durant uns dies, fet que en permet la transmissió a altres Pokémon. A més a més, l'ús de certs objectes pot augmentar els EV d'un Pokémon, mentre que algunes baies disminueixen els EV a canvi d'augmentar l'amistat d'un Pokémon. Hi ha un límit en el nombre d'EV que poden tenir els Pokémon, cosa que impedeix que els seus atributs augmentin indefinidament. El límit total permet valors màxims d'esforç en dos atributs simultàniament.
Els jocs de primera i segona generació feien servir un sistema semblant, generalment conegut com a Experiència d'Estadístiques. Igual que en el cas dels valors d'esforç, hi ha un límit de quanta Experiència d'Estadístiques pot tenir un Pokémon per a cada atribut. En canvi, a diferència dels valors d'esforç, no hi ha límit per al total que es pot tenir en tots els atributs, cosa que significa que un Pokémon pot tenir maximitzats tots els atributs. A més a més, cal destacar que, per mantenir la compatibilitat entre generacions, l'Experiència d'Estadístiques no es computava separadament per a l'Atac Especial i la Defensa Espacial en els jocs de la segona generació.
El minijoc conegut com a Super Training ('Superentrenament'), introduït a Pokémon X i Y, permet als jugadors gestionar els valors d'esforç de manera més precisa. El jugador ho pot fer tocant un jugador de futbol. El minijoc també recompensa el jugador amb sacs per continuar l'entrenament passivament. Els valors d'esforç del Pokémon també es poden visualitzar a la interfície de Superentrenament, que inclou un Effort-o-Meter' per permetre que el jugador vegi el potencial màxim dels valors d'esforç de cada Pokémon.
A Pokémon Sun i Moon, es pot veure un gràfic dels EV d'un Pokémon, juntament amb els seus atributs bàsics, prement el botó Y a la pantalla de resum d'un Pokémon. Un text brillant significa que el Pokémon ja ha obtingut el nombre màxim d'EV per a l'atribut en qüestió. Els Pokémon poden guanyar EV passivament mitjançant un recurs anomenat Poké Pelago ('Balneari Pokémon').

### Naturalesa
El concepte de naturalesa fou introduït a Pokémon Ruby i Pokémon Sapphire. Cada Pokémon té una naturalesa, atribuïda a l'atzar quan és generat, que no es pot modificar. La naturalesa d'un Pokémon afecta el ritme al qual augmenten alguns dels seus atributs: de les vint-i-cinc naturaleses possibles, vint augmenten la taxa de creixement d'un atribut, però disminueixen el d'un altre. Els altres cinc modifiquen el mateix atribut de manera neutral i, per tant, el creixement general del Pokémon no es veu afectat. Les naturaleses també determinen els gustos de Pokéblocs o Poffins que li agraden o desagraden al Pokémon.

### Valors individuals
Els valors individuals (IV) són un valor ocult per a cada atribut que determina el potencial màxim d'un Pokémon. Aquests valors es generen a l'atzar quan el Pokémon és trobat i criat i queden fixes per a la resta de la partida. Aquests valors ocults són el motiu pel qual fins i tot els Pokémon que semblen idèntics i han estat criats de la mateixa manera poden tenir atributs diferents. Els IV varien de 0 a 31 i els seus predecessors de la primera i segona generacions, els «valors determinants», anaven de 0 a 15.

## Objectes
Els objectes es poden trobar al mapa, rebre de personatges no jugadors o comprar en botigues amb la moneda del joc.

### Objectes de recuperació
Molts objectes rebuts al joc s'utilitzen per curar Pokémon durant i fora dels combats. Diversos objectes curen els problemes d'estat, com els antídots, que curen l'enverinament, o els despertars, per als Pokémon adormits. Els reviures restauren la meitat de la salut d'un Pokémon que hagi perdut tots els seus PS. Els èters i elixirs restauren els PP dels atacs d'un Pokémon en diferents mesures.

### Màquines Tècniques i Ocultes
Les Màquines Tècniques i Màquines Ocultes (MT i MO) es poden utilitzar per ensenyar atacs a Pokémon, incloent-hi alguns atacs que no aprendrien en pujar de nivell. Les MT es troben habitualment al camp, a les botigues i com a recompensa per derrotar un Líder de Gimnàs. Les MO generalment són vitals per a la progressió del joc, car tenen efectes importants fora del combat i permeten al jugador superar certs obstacles. Per exemple, els Pokémon que aprenen l'atac MO Surf poden transportar el protagonista per l'aigua, que és necessari per arribar a les localitats situades en illes. Els atacs apresos amb MO no es poden oblidar ni substituir tret que el jugador utilitzi els serveis del personatge no jugador Move Deleter ('Elimina-moviments').

### Objectes clau
Els objectes clau són més rars que els objectes normals i generalment els jugadors els han de rebre d'altres personatges en lloc de trobar-los al mapa. Inclouen canyes de pescar que es poden fer servir per trobar Pokémon que viuen a l'aigua, una bicicleta que permet que el protagonista es mogui més de pressa, un saurí i claus que obren portes tancades que condueixen a àrees importants. Aquests objectes no es poden llençar, vendre ni donar a un Pokémon.

### Objectes portats
Des de Pokémon Gold i Pokémon Silver, cada Pokémon pot portar un sol objecte. Els objectes portats per Pokémon poden tenir una varietat d'efectes. Alguns, com les baies, es consumeixen després d'un ús i augmenten els PS o els atributs. D'altres augmenten durablement l'atac, la defensa, la velocitat o altres atributs. Igual que passa amb els atacs, alguns objectes tenen avantatges i desavantatges. Per exemple, la Life Orb ('Esfera de Vida') augmenta la potència dels atacs del titular, però li resta PS després de cada atac reeixit. Altres objectes amb prou feines perjudiquen l'usuari, excepte en situacions rares, com la Toxic Orb ('Esfera Tòxica'), que l'enverina greument. Pokémon X i Y introduïren Mega Pedres, que permeten la Megaevolució de les espècies corresponents, mentre que Sun i Moon introduïren els Cristalls Z, que permeten l'ús de Moviments Z. Objectes com Razor Claw ('Urpa Afilada') i Razor Fang ('Ullal Agut') permeten l'evolució de certs Pokémon quan els porten i es compleixen les condicions corresponents. La majoria d'objectes, incloent-hi les Poké Balls i les pocions, poden ser portades per Pokémon, però no tenen cap efecte. Atacs com Trick ('Truc'), Knock Off ('Desarmament') i Embargo ('Embargo') poden canviar, eliminar o neutralitzar els objectes que portin els Pokémon. Altres atacs, com Fling ('Llançament') o ('Do Natural'), consumeixen un objecte per danyar el contrincant.

### Poké Ball

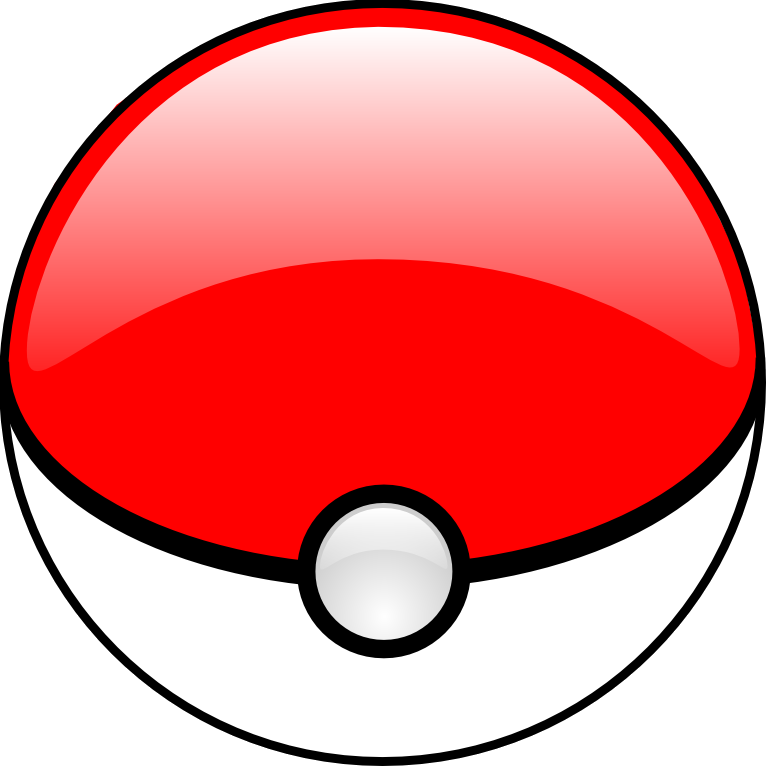
Poké Ball

La Poké Ball és un dispositiu esfèric utilitzat pels entrenadors de Pokémon per capturar Pokémon salvatges i emmagatzemar-los al seu inventari quan no estan actius. En entrar en contacte amb un Pokémon, la Poké Ball l'absorbeix i es tanca automàticament. Els Pokémon salvatges poden resistir-se i alliberar-se. En canvi, els Pokémon afeblits o amb problemes d'estat són menys capaços de lluitar i, per tant, més fàcils d'atrapar. Els Pokémon llegendaris són molt més capaços de resistir-se i generalment calen moltes Poké Ball més potents per atrapar-los. Si el jugador intenta capturar el Pokémon d'un altre entrenador, el contrincant bloqueja la Poké Ball per impedir el robatori.
En l'anime, la Poké Ball és de la mida d'una bola de golf quan no s'utilitza. Quan se'n prem el botó central, creix a la mida d'una bola de beisbol. El Pokémon és llançat al combat llançant la Poké Ball. En recuperar un Pokémon, un feix de llum vermella converteix el Pokémon en energia per fer-lo tornar. Les Poké Ball es descriuen com a increïblement còmodes per als Pokémon, fins al punt que hi entren per si sols, sense cap mena d'incentiu. Els Pokémon Voltorb, Electrode, Foongus i Amoonguss sovint es confonen amb Poké Ball a causa de les seves formes i els seus patrons de color, que s'hi assemblen molt.
Hi ha diversos tipus de Poké Ball. Foren introduïdes a Pokémon Red i Blue com a Poké Ball, Great Ball, Ultra Ball i Master Ball. La Master Ball no falla mai i se sol fer servir amb Pokémon dels quals només hi ha un exemplar a cada joc. A Pokémon Gold, Silver, Crystal HeartGold i SoulSilver, existeixen fruites anomenades Apricorns que es poden donar a un personatge anomenat Kurt a Azalea Town per fabricar-ne un d'entre set tipus especials de Poké Ball, segons el color de cada Apricorn. Els set tipus de Poké ball que Kurt pot fabricar (i els set Apricorns colorits dels quals estan fetes) són Level (vermell), Moon (groc), Lure (blau), Friend (verd), Love (rosa), Fast (blanca) i Heavy (negre). A partir de Pokémon Ruby, Sapphire i Emerald, apareixen altres boles especialitzades, incloent-hi la Timer Ball, que es va fent més eficaç a mesurar que passen els torns del combat, i la Net Ball, que és més eficaç contra Pokémon de tipus aigua i bestiola, entre d'altres. A més a més, en diversos jocs existeix una àrea anomenada Zona Safari, en la qual només es poden fer servir Safari Ball, que no es poden obtenir ni utilitzar en altres parts del joc. Pokémon Sun i Moon introduïren la Beast Ball, que es llança per capturar Ultra-Bèsties i és molt més eficaç contra elles que les Poké Ball estàndard. Existeix també un tipus especial de Pokébola conegut com a Cherish Ball, que només es pot obtenir a través d'esdeveniments especials de distribució.
Als jocs de Nintendo GameCube Pokémon Colosseum i Pokémon XD: Gale of Darkness, el jugador pot capturar Pokémon de personatges no jugadors mitjançant la Snag Machine ('Pokécep'), que transforma les Poké Ball en Snag Ball. Les Snag Ball poden capturar qualsevol Pokémon i són desenvolupades pels antagonistes per robar Pokémon en regions en les quals no són comuns. El jugador també pot utilitzar per atrapar Shadow Pokémon ('Pokémon Ombra), que són contaminats pel grup antagonista i han de ser purificats per completar el joc.
Les Poké Ball apareixen en tots els jocs de la sèrie Super Smash Bros., alliberant un Pokémon per ajudar el jugador que l'allibera. Super Smash Bros. for Nintendo 3DS and Wii U també inclou la Master Ball, que gairebé sempre llança un Pokémon llegendari, amb una baixa probabilitat d'alliberar un Goldeen.
UGO.com classificà la Poké Ball en divuitè lloc en la seva llista de 50 poders favorits dels videojocs, citant com tothom corre per obtenir-la a Super Smash Bros.

### Pokédex
La Pokédex és un dispositiu electrònic dissenyat per catalogar i proporcionar informació sobre les diverses espècies de Pokémon. El nom Pokédex és un mot creuat de Pokémon i index. En els videojocs, cada vegada que s'atrapa un Pokémon per primera vegada, s'afegeixen la seva alçada, el seu pes, el seu tipus d'espècie i una breu descripció a la Pokédex del jugador. Cada regió té la seva pròpia Pokédex. Les diverses versions es distingeixen pel seu aspecte, les espècies de Pokémon catalogades i funcions com la capacitat de classificar la llista de Pokémon per ordre alfabètic o mostrar la mida del Pokémon en comparació amb el personatge del jugador. La Pokédex Nacional permet catalogar Pokémon de totes les regions. El joc de Nintendo 3DS Pokédex 3D Pro presenta tots els Pokémon amb totes les seves formes i cadascun té la seva pròpia animació.

## Captura de Pokémon
Com que cada jugador comença amb un sol Pokémon inicial, la captura de Pokémon és un dels aspectes fonamentals del joc i el principal mètode per aconseguir nous Pokémon.
En un combat contra un Pokémon salvatge, el jugador pot intentar atrapar-lo utilitzant un dels molts tipus diferents de Poké Ball. La probabilitat d'èxit varia, però és més alta si el Pokémon objectiu té pocs PS o un problema d'estat o si es fa servir una Poké Ball més potent o especialment adequada.
Si la captura és reeixida, les dades dels Pokémon capturat s'afegeixen a la Pokédex i el Pokémon s'afegeix a l'equip del jugador, que li pot donar un sobrenom. Tanmateix, si l'equip del jugador ja ha arribat al màxim de sis Pokémon, el Pokémon atrapat és enviat a una caixa d'emmagatzematge accessible als Centres Pokémon. En els jocs de la primera i segona generacions, si la caixa actual està plena, el jugador no pot capturar nous Pokémon fins que accedeixi al sistema i passi a una caixa diferent. En els jocs més recents, els nous Pokémon són transferits automàticament a la següent caixa disponible.

### Evolució
L'evolució és un canvi sobtat en la morfologia d'un Pokémon, que normalment també comporta un increment en els seus atributs. Es pot provocar l'evolució de diverses maneres, però en la majoria dels casos té lloc una vegada que el Pokémon assoleix un nivell suficient d'experiència en combat. Hi ha molts altres factors que poden determinar si un Pokémon pot evolucionar, quan ho pot fer i com. Els mètodes alternatius originals eren l'ús d'objectes coneguts com a pedres evolutives o intercanviar el Pokémon amb un altre jugador. Altres opcions afegides posteriorment inclouen el nivell d'amistat, l'hora del dia dins el joc, que el Pokémon sigui intercanviat portant un objecte específic, la zona del joc, tenir un altre Pokémon en concret a l'equip, intercanviar el Pokémon per un altre en concret, que conegui un determinat atac o posar la consola cap per avall.
El jugador pot optar per interrompre l'evolució en qualsevol moment abans que s'acabi l'animació, prement el botó B, llevat que l'evolució hagi estat iniciada utilitzant una pedra evolutiva sobre el Pokémon. Un Pokémon al qual no s'hagi permès evolucionar ho torna a intentar la propera vegada que se'n compleixen les condicions. Pot ser útil aturar l'evolució durant un temps perquè molts Pokémon aprenen atacs més d'hora en la forma no evolucionada.
El Pokémon Trading Card Game (joc de cartes de Pokémon) introdueix la idea d'etapes numèriques per referir-se a diferents punts de l'evolució d'un Pokémon. Això es traduí en el seu ús col·loquial entre els fans dels jocs. Tots els Pokémon es troben en una d'entre quatre etapes evolutives (tot i que cap línia de Pokémon n'inclou més de tres): Pokémon bebès, bàsics, d'etapa 1 i d'etapa 2. De vegades, un Pokémon més alt en aquesta escala evolutiva es coneix com la forma evolucionada de les etapes anteriors; de la mateixa forma, un Pokémon més baix a l'escala és considerat una forma preevolucionada del Pokémon posterior.

#### Pujant de nivell
Aquest és el mètode més comú d'evolució en totes les generacions de Pokémon i implica l'adquisició de punts d'experiència en combat amb altres Pokémon.

#### Pedres evolutives
Les pedres evolutives són objectes que es poden trobar al llarg dels jocs. Alguns Pokémon evolucionen quan són exposats a la pedra evolutiva corresponent. Les cinc pedres evolutives originals eren la pedra aigua, la pedra tro, la pedra fulla, la pedra lluna i la pedra foc. Les generacions posteriors n'introduïren més tipus, elevant el total a deu a la setena generació.

#### Intercanvi
Alguns Pokémon, com ara Machoke i Kadabra, evolucionen en ser intercanviats entre jugadors. Pot haver-hi requisits addicionals per desencadenar-ne l'evolució: per exemple, Seadra només evoluciona a Kingdra si porta una Dragon Scale ('Escata Drac') en el moment de l'intercanvi, mentre que Shelmet i Karrablast només evolucionen si s'intercanvien entre si.

#### Amistat
L'amistat és un atribut que pot pujar o baixar com a resultat de diferents condicions i esdeveniments. Aquest aspecte, introduït a Pokémon Yellow, determinava el creixement dels atributs de Pikachu i afectava el resultat de certs esdeveniments amb personatges no jugadors. A Pokémon Gold i Silver, serveix per fer evolucionar diversos Pokémon. Chansey i Golbat, per exemple, evolucionen en pujar de nivell quan tenen una amistat molt forta amb el seu entrenador.
Més enllà del seu ús en certes evolucions, l'amistat també determina la potència d'atacs com Return ('Retrocés') i Frustration ('Frustració'); Return és més fort com més alt és el valor de l'amistat, mentre que Frustration funciona a l'inrevés.

#### Afecte
A Pokémon X i Pokémon Y s'introduí el Pokémon-Amie ('Poké-Amic'), un recurs que a Pokémon Ultra Sun i Pokémon Ultra Moon es coneix com a Pokémon Refresh ('Poké-Relax'). Permet que els jugadors interaccionin amb els seus Pokémon i en tinguin cura de manera similar a alguns jocs d'animals de companyia. Aquest minijoc utilitza la pantalla tàctil de la consola per permetre que els jugadors acariciïn els seus Pokémon i els alimentin amb dolços per augmentar-ne el valor d'efecte. En combat, els Pokémon amb un alt afecte poden recórrer a l'instructor per esperar ordres i manifestar emocions. A més a més, poden rebre certs beneficis, com ara una major probabilitat de fer cops crítics si el seu nivell d'afecte és prou alt. Eevee ha de tenir molt d'afecte i ha de conèixer un moviment de tipus fada per evolucionar a Sylveon.

## Transformació i Forma

### Megaevolució
| Joc(s)                      | Pokémon Megaevoluciós | Pokémon Megaevoluciós | Pokémon Megaevoluciós | Pokémon Megaevoluciós | Pokémon Megaevoluciós | Pokémon Megaevoluciós | Pokémon Megaevoluciós | Pokémon Megaevoluciós | Pokémon Megaevoluciós | Pokémon Megaevoluciós | Pokémon Megaevoluciós | Pokémon Megaevoluciós | Pokémon Megaevoluciós | Pokémon Megaevoluciós | Pokémon Megaevoluciós | Pokémon Megaevoluciós | Pokémon Megaevoluciós | Pokémon Megaevoluciós | Pokémon Megaevoluciós                | Pokémon Megaevoluciós                | Pokémon Megaevoluciós                | Pokémon Megaevoluciós                | Pokémon Megaevoluciós                | Pokémon Megaevoluciós                | Pokémon Megaevoluciós                | Pokémon Megaevoluciós                | Pokémon Megaevoluciós                | Pokémon Megaevoluciós                | Pokémon Megaevoluciós                | Pokémon Megaevoluciós                |
| --------------------------- | --------------------- | --------------------- | --------------------- | --------------------- | --------------------- | --------------------- | --------------------- | --------------------- | --------------------- | --------------------- | --------------------- | --------------------- | --------------------- | --------------------- | --------------------- | --------------------- | --------------------- | --------------------- | ------------------------------------ | ------------------------------------ | ------------------------------------ | ------------------------------------ | ------------------------------------ | ------------------------------------ | ------------------------------------ | ------------------------------------ | ------------------------------------ | ------------------------------------ | ------------------------------------ | ------------------------------------ |
| X i Y                       | Mega Venusaur         | Mega Charizard X      | Mega Charizard Y      | Mega Blastoise        | Mega Alakazam         | Mega Gengar           | Mega Kangaskhan       | Mega Pinsir           | Mega Gyarados         | Mega Aerodactyl       | Mega Mewtwo X         | Mega Mewtwo Y         | Mega Ampharos         | Mega Scizor           | Mega Heracross        | Mega Houndoom         | Mega Tyranitar        | Mega Blaziken         | Mega Gardevoir                       | Mega Mawile                          | Mega Aggron                          | Mega Medicham                        | Mega Manectric                       | Mega Banette                         | Mega Absol                           | Mega Latias                          | Mega Latios                          | Mega Garchomp                        | Mega Lucario                         | Mega Abomasnow                       |
| Omega Ruby i Alpha Sapphire | Mega Beedrill         | Mega Pidgeot          | Mega Slowbro          | Mega Steelix          | Mega Sceptile         | Mega Swampert         | Mega Sableye          | Mega Sharpedo         | Mega Camerupt         | Mega Altaria          | Mega Glalie           | Mega Salamence        | Mega Metagross        | Mega Rayquaza         | Mega Lopunny          | Mega Gallade          | Mega Audino           | Mega Diancie          | Cap Pokémon Megaevoluciós addicional | Cap Pokémon Megaevoluciós addicional | Cap Pokémon Megaevoluciós addicional | Cap Pokémon Megaevoluciós addicional | Cap Pokémon Megaevoluciós addicional | Cap Pokémon Megaevoluciós addicional | Cap Pokémon Megaevoluciós addicional | Cap Pokémon Megaevoluciós addicional | Cap Pokémon Megaevoluciós addicional | Cap Pokémon Megaevoluciós addicional | Cap Pokémon Megaevoluciós addicional | Cap Pokémon Megaevoluciós addicional |

La Megaevolució és una mecànica introduïda a Pokémon X i Pokémon Y que augmenta encara més els atributs d'un Pokémon en concret. Si el jugador posseeix l'objecte Key Stone ('Pedra Clau') i el Pokémon porta una Mega Pedra que correspon a la seva espècie, el Pokémon podrà megaevolucionar durant el combat. El jugador no pot executar més d'una Megaevolució per combat. A diferència de l'evolució normal, aquesta transformació és temporal i el Pokémon torna a la seva forma normal després del combat. Les formes megaevolucionades dels Pokémon tenen atributs més alts que les seves formes normals i també poden tenir un tipus o habilitat diferent. Mewtwo fou el primer exemple conegut d'un Pokémon capaç de megaevolucionar. Mega Mewtwo Y apareix en un episodi especial de la sèrie televisiva i a la pel·lícula Pokémon the Movie: Genesect and the Legend Awakened. Dos Pokémon, Charizard i Mewtwo, tenen múltiples formes de Megaevolució, que depenen de la Mega Pedra que portin.

### Regressió Primigènia
La Regressió Primigènia és una mecànica introduïda a Pokémon Omega Ruby i Alpha Sapphire. Solament dos Pokémon, Groudon i Kyogre, poden dur a terme Regressió Primigènia. Aquests Pokémon experimenten Regressió Primitiva automàticament quan entren en combat portant el Red Orb ('Prisma Vermell') o Blue Orb ('Prisma Blau'), respectivament. Igual que la Megaevolució, la Regressió Primigènia augmenta els atributs del Pokémon i en canvia les Habilitats; al contrari que la Megaevolució, la Regressió Primigènia es pot dur a terme més d'una vegada per combat.

### Metamorfosi afectiva
La metamorfosi afectiva (Bond Phenomenon) és una mecànica que s'estrenà a la sèrie XYZ de l'anime i fou introduïda als jocs de la sèrie principal a Pokémon Sun i Moon. L'únic Pokémon capaç d'aquesta transformació és Greninja, gràcies a la seva habilitat Battle Bond ('Vincle de Batalla'). Un Greninja amb aquesta habilitat es transforma en Ash-Greninja si derrota un Pokémon en combat, fet que li dona un aspecte similar al d'Ash Ketchum, n'augmenta els atributs i potencia l'atac Water Shuriken ('Shuriken d'Aigua'). A diferència de la Megaevolució, la Regressió Primigènia i la Ultraexplosió, la metamorfosi afectiva no requereix un objecte.

### Ultraexplosió
La Ultraexplosió (Ultra Burst) és una mecànica introduïda a Pokémon Ultra Sun i Ultra Moon, exclusiva del Pokémon llegendari Necrozma. Per experimentar la Ultraexplosió, Necrozma ha d'estar en la seva forma Dusk Mane ('Crinera Crepuscular') o Dawn Wings (Ales de l'Albada) i portar el Cristall Z Ultranecrozium Z. Igual que la Megaevolució, la metamorfosi afectiva i la Regressió Primigènia, la Ultraexplosió augmenta els atributs del Pokémon i és una transformació temporal.

## Grups de Pokémon

### Pokémon inicials
| Joc(s)                                               | Pokémon inicials | Pokémon inicials | Pokémon inicials | Pokémon inicials |
| ---------------------------------------------------- | ---------------- | ---------------- | ---------------- | ---------------- |
| Red, Green, Blue, FireRed i LeafGreen                | Bulbasaur        | Charmander       | Charmander       | Squirtle         |
| Gold, Silver, Crystal, HeartGold i SoulSilver        | Chikorita        | Cyndaquil        | Cyndaquil        | Totodile         |
| Ruby, Sapphire, Emerald, Omega Ruby i Alpha Sapphire | Treecko          | Torchic          | Torchic          | Mudkip           |
| Diamond, Pearl i Platinum                            | Turtwig          | Chimchar         | Chimchar         | Piplup           |
| Black, White, Black 2 i White 2                      | Snivy            | Tepig            | Tepig            | Oshawott         |
| X i Y                                                | Chespin          | Fennekin         | Fennekin         | Froakie          |
| Sun, Moon, Ultra Sun i Ultra Moon                    | Rowlet           | Litten           | Litten           | Popplio          |
| Sword i Shield                                       | Grookey          | Scorbunny        | Scorbunny        | Sobble           |

Un dels aspectes recurrents de la sèrie principal de Pokémon és l'elecció entre un de tres Pokémon diferents al principi de les aventures del jugador. Els jugadors tenen l'opció d'escollir un d'entre tres diferents tipus de Pokémon: un de tipus planta, un de tipus foc i un de tipus aigua, malgrat que molts Pokémon inicials adquireixen un tipus addicional amb l'evolució. Aquests Pokémon són suposadament indígenes de les seves regions, però l'única manera d'obtenir-los (que no sigui com a Pokémon inicials) és intercanviar-los amb un altre jugador. Molts jocs inclouen un personatge rival, que rep el Pokémon el tipus del qual és avantatjós contra el Pokémon inicial del jugador.

### Company Pokémon
| Joc(s)                                            | Company Pokémon | Company Pokémon | Company Pokémon | Company Pokémon |
| ------------------------------------------------- | --------------- | --------------- | --------------- | --------------- |
| Yellow, Let's Go, Pikachu! i Masters              | Pikachu         | Pikachu         | Pikachu         | Pikachu         |
| XD: Gale of Darkness, Conquest i Let's Go, Eevee! | Eevee           | Eevee           | Eevee           | Eevee           |
| Colosseum                                         | Espeon          | Espeon          | Umbreon         | Umbreon         |
| Ranger                                            | Plusle          | Plusle          | Minun           | Minun           |
| Ranger: Shadows of Almia                          | Starly          | Pachirisu       | Pachirisu       | Munchlax        |
| Ranger: Guardian Signs                            | Pichu           | Pichu           | Pichu           | Pichu           |

Aquest concepte fou introduït a Pokémon Yellow, en el qual els jugadors reben un Pikachu, la mascota de la franquícia Pokémon, que camina darrere seu. L'entrenador rival rep un Eevee, un Pokémon de tipus normal. Aquest Eevee evoluciona a una de les seves tres possibles evolucions (a la primera generació) segons com rendeixi el jugador en els seus combats contra el rival al principi del joc.

### Pokémon llegendaris
| Generació      | Pokémon llegendaris | Pokémon llegendaris | Pokémon llegendaris | Pokémon llegendaris               | Pokémon llegendaris               | Pokémon llegendaris               | Pokémon llegendaris               | Pokémon llegendaris               | Pokémon llegendaris               | Pokémon llegendaris               | Pokémon llegendaris               | Pokémon llegendaris               | Pokémon llegendaris               | Pokémon llegendaris |
| -------------- | ------------------- | ------------------- | ------------------- | --------------------------------- | --------------------------------- | --------------------------------- | --------------------------------- | --------------------------------- | --------------------------------- | --------------------------------- | --------------------------------- | --------------------------------- | --------------------------------- | ------------------- |
| Generació I    | Articuno            | Zapdos              | Moltres             | Mewtwo                            | Cap Pokémon llegendari addicional | Cap Pokémon llegendari addicional | Cap Pokémon llegendari addicional | Cap Pokémon llegendari addicional | Cap Pokémon llegendari addicional | Cap Pokémon llegendari addicional | Cap Pokémon llegendari addicional | Cap Pokémon llegendari addicional | Cap Pokémon llegendari addicional |                     |
| Generació II   | Raikou              | Entei               | Suicune             | Lugia                             | Ho-Oh                             | Cap Pokémon llegendari addicional | Cap Pokémon llegendari addicional | Cap Pokémon llegendari addicional | Cap Pokémon llegendari addicional | Cap Pokémon llegendari addicional | Cap Pokémon llegendari addicional | Cap Pokémon llegendari addicional | Cap Pokémon llegendari addicional |                     |
| Generació III  | Regirock            | Regice              | Registeel           | Latias                            | Latios                            | Kyogre                            | Groudon                           | Rayquaza                          | Cap Pokémon llegendari addicional | Cap Pokémon llegendari addicional | Cap Pokémon llegendari addicional | Cap Pokémon llegendari addicional | Cap Pokémon llegendari addicional |                     |
| Generació IV   | Uxie                | Mesprit             | Azelf               | Dialga                            | Palkia                            | Heatran                           | Regigigas                         | Giratina                          | Cresselia                         | Cap Pokémon llegendari addicional | Cap Pokémon llegendari addicional | Cap Pokémon llegendari addicional | Cap Pokémon llegendari addicional |                     |
| Generació V    | Cobalion            | Terrakion           | Virizion            | Tornadus                          | Thundurus                         | Reshiram                          | Zekrom                            | Landorus                          | Kyurem                            | Cap Pokémon llegendari addicional | Cap Pokémon llegendari addicional | Cap Pokémon llegendari addicional | Cap Pokémon llegendari addicional |                     |
| Generació VI   | Xerneas             | Yveltal             | Zygarde             | Cap Pokémon llegendari addicional | Cap Pokémon llegendari addicional | Cap Pokémon llegendari addicional | Cap Pokémon llegendari addicional | Cap Pokémon llegendari addicional | Cap Pokémon llegendari addicional | Cap Pokémon llegendari addicional | Cap Pokémon llegendari addicional | Cap Pokémon llegendari addicional | Cap Pokémon llegendari addicional |                     |
| Generació VII  | Type: Null          | Silvally            | Tapu Koko           | Tapu Lele                         | Tapu Bulu                         | Tapu Fini                         | Cosmog                            | Cosmoem                           | Solgaleo                          | Lunala                            | Necrozma                          | Cap Pokémon llegendari addicional | Cap Pokémon llegendari addicional |                     |
| Generació VIII | Zacian              | Zamazenta           | Eternatus           | Kubfu                             | Urshifu                           | Regieleki                         | Regidrago                         | Glastrier                         | Spectrier                         | Calyrex                           | Galarian Articuno                 | Galarian Zapdos                   | Galarian Moltres                  |                     |

A partir de les versions Gold i Silver, la capsa de jocs de la sèrie principal presenta un Pokémon llegendari, generalment el Pokémon més rellevant per a la història principal del joc en qüestió. Els Pokémon llegendaris sovint es descriuen com a excepcionalment rars. La gran majoria de Pokémon llegendaris són molt poderosos, difícils de capturar i incapaços d'evolucionar. Cap Pokémon llegendari no pot criar. Molts Pokémon llegendaris també manquen de gènere. Alguns Pokémon llegendaris, anomenats «Pokémon errants», es mouen a l'atzar pel mapa del món i fugen del combat, cosa que els fa encara més difícils d'atrapar.

### Pokémon mítics
| Generació      | Pokémon mítics | Pokémon mítics                | Pokémon mítics                | Pokémon mítics                | Pokémon mítics                |
| -------------- | -------------- | ----------------------------- | ----------------------------- | ----------------------------- | ----------------------------- |
| Generació I    | Mew            | Cap Pokémon mítics addicional | Cap Pokémon mítics addicional | Cap Pokémon mítics addicional | Cap Pokémon mítics addicional |
| Generació II   | Celebi         | Cap Pokémon mítics addicional | Cap Pokémon mítics addicional | Cap Pokémon mítics addicional | Cap Pokémon mítics addicional |
| Generació III  | Jirachi        | Deoxys                        | Cap Pokémon mítics addicional | Cap Pokémon mítics addicional | Cap Pokémon mítics addicional |
| Generació IV   | Phione         | Manaphy                       | Darkrai                       | Shaymin                       | Arceus                        |
| Generació V    | Victini        | Keldeo                        | Meloetta                      | Genesect                      | Cap Pokémon mítics addicional |
| Generació VI   | Diancie        | Hoopa                         | Volcanion                     | Cap Pokémon mítics addicional | Cap Pokémon mítics addicional |
| Generació VII  | Magearna       | Marshadow                     | Zeraora                       | Meltan                        | Melmetal                      |
| Generació VIII | Zarude         | Cap Pokémon mítics addicional | Cap Pokémon mítics addicional | Cap Pokémon mítics addicional | Cap Pokémon mítics addicional |

Els Pokémon mítics formen un grup a part de Pokémon. El terme se sol referir a Pokémon que no es poden obtenir en el joc estàndard, sinó que cal una mecànica externa. Tanmateix, alguns es poden obtenir en llançaments posteriors, com ara Deoxys. Generalment, es troben al final de la Pokédex dels seus respectius jocs i tan sols es poden obtenir en esdeveniments de distribució creats per Nintendo. El primer d'aquests Pokémon mítics fou Mew, que fou programat per als jocs Red i Green com un personatge secret per Shigeki Morimoto sense el coneixement dels altres membres de l'equip de desenvolupament i no fou anunciat fins a diversos mesos després del llançament dels jocs en una promoció especial. Des d'aleshores, els jocs han continuat incloent Pokémon que no es poden obtenir en el transcurs normal del joc, però la programació que permet al jugador atrapar-lo en els jocs pot ser activada per objectes especials (o altres Pokémon) distribuïts per Nintendo. El primer d'aquests objectes fou la GS Ball a Crystal, que fou distribuïda als jugadors al Japó mitjançant el connector del telèfon mòbil, permetent-los trobar Celebi. Igual que els Pokémon llegendaris, els Pokémon mítics són poderosos i difícils de capturar, generalment no formen part d'una línia evolutiva i no poden reproduir-se (tret de Manaphy).

### Pokémon brillants
Els Pokémon brillants foren introduïts per a Gold i Silver com una manera de demostrar els nous recursos de colors del sistema Game Boy Color. Són Pokémon que tenen una coloració diferent de la normal; en jocs anteriors, es feia mitjançant un canvi de paleta. Trobar un Pokémon brillant és extremament rar; la probabilitat en condicions normals és d'1 entre 8.192 (1 entre 4.096 a partir de la sisena generació). Hi ha excepcions importants a aquesta regla, com un Gyarados vermell present a Pokémon Gold, Silver, Crystal, HeartGold i SoulSilver, i tres Pokémon presents a Pokémon Black 2 i White 2, tots amb garantia de ser brillants.
Hi ha diverses maneres d'augmentar la probabilitat d'aconseguir un Pokémon brillant. En els jocs de segona generació, la cria d'un Pokémon brillant amb un Pokémon normal té una major probabilitat (1 entre 64) de produir un Pokémon brillant. A Diamond, Pearl, Platinum, X i Y, el Poké Radar pot ser utilitzat per «encadenar» Pokémon de la mateixa espècie, millorant la probabilitat d'un Pokémon brillant amb cada pas (fins a 40 passos, quan la probabilitat puja a 1 entre 200). A partir de la quarta generació, la cria de Pokémon provinents de jocs de dos idiomes diferents produeix ous de Pokémon amb una probabilitat d'1 entre 1.638 (jocs de la quarta generació) o 1 entre 1.365 (a partir de Black i White) de contenir un Pokémon brillant; aquest procediment és conegut com a «mètode Masuda» en referència al desenvolupador Junichi Masuda. A més a més, l'objecte Shiny Charm ('Amulet Brillant'), introduït a Black 2 i White 2, augmenta la probabilitat de trobar Pokémon brillants. Tanmateix, aquest objecte no és accessible fins que el jugador hagi completat la Pokédex Nacional (sense comptar Pokémon mítics). A l'inici de Black and White, alguns Pokémon no es poden obtenir en forma brillant en el transcurs normal del joc.
Els combats amb reforços de Pokémon Sun i Moon són una nova manera d'atrapar Pokémon brillants. Si un Pokémon salvatge crida aliats per ajudar-lo i l'aliat és contínuament de la mateixa espècie en una «cadena», la probabilitat de cridar un Pokémon brillant puja a una base de 13 entre 4096 després del dia 30, igual que la probabilitat de tenir una habilitat oculta o IV perfectes, tot i que fins a un màxim de quatre IV perfectes. En les seves seqüeles, en el minijoc Ultra Warp Ride ('Ultraviatge dimensional'), viatjant amb èxit més anys llum pel forat de cuc i entrant en forats de cuc amb més anells, el jugador pot augmentar la probabilitat de trobar Pokémon brillants al Ultraespais Zero. La setena generació també introduí una actualització del «mètode Masuda» coneguda com a «cria amb intercanvi».
A Gold, Silver i Crystal, els Pokémon brillants tenen atributs lleugerament per sobre de la mitjana perquè en aquests jocs la condició de brillant ve determinada pels valors individuals. A partir de la tercera generació, en canvi, la condició de brillant depèn d'un altre valor i, per tant, els Pokémon brillants no són necessàriament més forts que els altres. La raresa dels Pokémon brillants fa que la majoria dels fans els considerin objectes de col·leccionista.
La comunitat de fans encunyà el nom «Pokémon brillant» pel centelleig que apareix quan un d'aquests Pokémon entra en combat. El terme fou reconegut oficialment a Black i White, però ja havia aparegut abans a l'anime i algunes guies d'estratègia. Han aparegut Pokémon brillants a l'anime, incloent-hi el Gyarados vermell mencionat més amunt i un Noctowl capturat pel protagonista Ash Ketchum. Un Butterfree rosa també tingué un paper important en un episodi de la primera temporada de l'anime, però aquesta coloració alternativa no és la que apareix en els videojocs posteriors en els quals hi ha Pokémon brillants.

### Pokémon bebès
| Generació      | Pokémon bebès                | Pokémon bebès                | Pokémon bebès                | Pokémon bebès                | Pokémon bebès                | Pokémon bebès                | Pokémon bebès                | Pokémon bebès                |
| -------------- | ---------------------------- | ---------------------------- | ---------------------------- | ---------------------------- | ---------------------------- | ---------------------------- | ---------------------------- | ---------------------------- |
| Generació I    | Cap Pokémon bebès addicional | Cap Pokémon bebès addicional | Cap Pokémon bebès addicional | Cap Pokémon bebès addicional | Cap Pokémon bebès addicional | Cap Pokémon bebès addicional | Cap Pokémon bebès addicional | Cap Pokémon bebès addicional |
| Generació II   | Pichu                        | Cleffa                       | Igglybuff                    | Togepi                       | Tyrogue                      | Smoochum                     | Elekid                       | Magby                        |
| Generació III  | Azurill                      | Wynaut                       | Cap Pokémon bebès addicional | Cap Pokémon bebès addicional | Cap Pokémon bebès addicional | Cap Pokémon bebès addicional | Cap Pokémon bebès addicional | Cap Pokémon bebès addicional |
| Generació IV   | Budew                        | Chingling                    | Bonsly                       | Mime Jr.                     | Happiny                      | Munchlax                     | Riolu                        | Mantyke                      |
| Generació V    | Cap Pokémon bebès addicional | Cap Pokémon bebès addicional | Cap Pokémon bebès addicional | Cap Pokémon bebès addicional | Cap Pokémon bebès addicional | Cap Pokémon bebès addicional | Cap Pokémon bebès addicional | Cap Pokémon bebès addicional |
| Generació VI   | Cap Pokémon bebès addicional | Cap Pokémon bebès addicional | Cap Pokémon bebès addicional | Cap Pokémon bebès addicional | Cap Pokémon bebès addicional | Cap Pokémon bebès addicional | Cap Pokémon bebès addicional | Cap Pokémon bebès addicional |
| Generació VII  | Cap Pokémon bebès addicional | Cap Pokémon bebès addicional | Cap Pokémon bebès addicional | Cap Pokémon bebès addicional | Cap Pokémon bebès addicional | Cap Pokémon bebès addicional | Cap Pokémon bebès addicional | Cap Pokémon bebès addicional |
| Generació VIII | Toxel                        | Cap Pokémon bebès addicional | Cap Pokémon bebès addicional | Cap Pokémon bebès addicional | Cap Pokémon bebès addicional | Cap Pokémon bebès addicional | Cap Pokémon bebès addicional | Cap Pokémon bebès addicional |

Les preevolucions d'alguns Pokémon normalment només es poden obtenir d'ous. Aquests Pokémon, coneguts com a «Pokémon bebès», no es poden reproduir fins que evolucionen. Per a la majoria de Pokémon bebès introduïts després de Gold i Silver, el pare només pot produir aquests Pokémon quan porta un determinat objecte.

## Cria
La cria de Pokémon fou introduïda a Pokémon Gold i Silver. Els Pokémon poden ser criats en una Guarderia Pokémon. Són negocis generalment regentats per gent gran o parelles, que pugen de nivell els Pokémon dels entrenadors a canvi d'una comissió. Si s'hi deixen dos Pokémon compatibles, produiran un ou de Pokémon que l'entrenador pot recollir gratuïtament. Després de ser portat per l'entrenador durant una certa distància, l'ou s'obrirà i en sortirà un Pokémon jove, generalment de l'etapa més baixa de la línia evolutiva de la mare.

### Compatibilitat
En general, la compatibilitat està restringida a un mascle i una femella. A més a més, les espècies de Pokémon són atribuïdes a grups d'ou que en determinen la compatibilitat reproductiva amb altres espècies. Els Pokémon poden pertànyer a fins a dos grups d'ou; per procrear, n'han de compartir com a mínim un. Gairebé totes les espècies de Pokémon, incloent-hi els que només són d'un gènere o sense gènere, es poden reproduir amb Ditto, un Pokémon metamòrfic. L'ou resultant conté una cria de la línia evolutiva del Pokémon que no sigui Ditto. Dos Ditto no poden reproduir-se per produir-ne un altre.
Un grup petit d'espècies no poden procrear. Inclou tots els Pokémon llegendaris, totes les Ultra-Bèsties, la majoria de Pokémon mítics, Nidorina i Nidoqueen (però no Nidoran ♀), Unown i els Pokémon bebè. Es coneixen com a grup d'ou no descobert. Malgrat que alguns Pokémon Llegendaris tinguin sexe, no poden reproduir-se. Una circumstància poc habitual és la relació dels Pokémon mítics Manaphy i Phione. Tots dos poden procrear amb Ditto per generar un ou que conté un Phione, però Phione no evoluciona a Manaphy. El mateix Manaphy és obtingut a partir d'un ou en els jocs Pokémon Ranger, però mai no es reprodueix per produir un altre ou Manaphy.

### Hereditat
Els Pokémon nascuts d'ous poden heretar atributs dels seus pares. Tres dels valors individuals són heretats d'un o l'altre dels seus pares i els altres tres IV són generats a l'atzar.
Els atacs també poden ser heretats. Els atacs amb els quals un Pokémon acabat de sortir de l'ou comença són dividits en tres categories: atacs apresos, atacs heretats i atacs hereditaris, coneguts com a «atacs d'ou». Els atacs apresos són atacs que el Pokémon tindria naturalment al seu nivell inicial; els atacs heretats són aquells que el Pokémon seria capaç d'aprendre a nivells posteriors o mitjançant MT; i atacs d'ou, heretats del pare (o dels dos progenitors a partir de Pokémon X i Y) són els que el Pokémon no seria capaç d'aprendre normalment. El Pokémon pot aprendre l'atac en aquesta ocasió, car rep el moviment d'un pare d'una espècie diferent. En néixer, els Pokémon ja tenen quatre atacs. En cas que se sobrepassi aquesta xifra, el joc dona prioritat als atacs heretats o d'ou.